# Distretto di Klagenfurt-Land
Il distretto di Klagenfurt-Land è uno dei distretti dell'Austria situato nel Land della Carinzia. Il capoluogo, esterno al distretto, è Klagenfurt, ed il centro maggiore distrettuale è Ferlach.

## Geografia fisica
Il territorio è collinoso, e in parte montagnoso, con foreste e alcuni grandi laghi. È attraversato dal fiume Drava.

## Geografia antropica

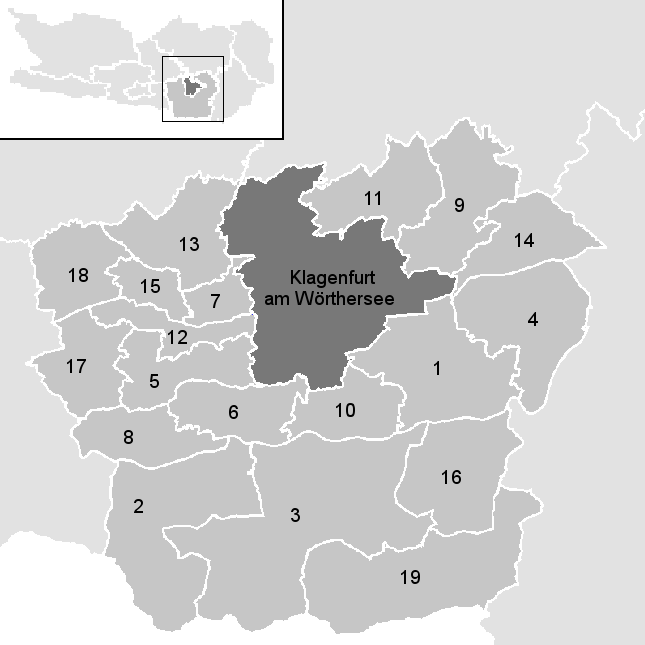

fra parentesi gli abitanti, dati aggiornati al 15 maggio 2001

### Città
- 1 Ferlach (7.602)

### Paesi
- 2 Ebenthal in Kärnten (7.427)
- 3 Feistritz im Rosental (2.707)
- 4 Grafenstein (2.602)
- 5 Maria Saal (3.838)
- 6 Moosburg (4.463)
- 7 Schiefling am Wörthersee (2.602)

### Borghi
- 7 Keutschach am See (2.348)
- 8 Köttmannsdorf (2.792)
- 9 Krumpendorf am Wörthersee (2.848)
- 10 Ludmannsdorf (1.825)
- 11 Magdalensberg (2.980)
- 12 Maria Rain (2.020)
- 13 Maria Wörth (1.258)
- 14 Poggersdorf (2.850)
- 15 Pörtschach am Wörther See (2.670)
- 16 Sankt Margareten im Rosental (1.133)
- 17 Techelsberg am Wörther See (2.059)
- 18 Zell (702)